# Cabal Online
Cabal Online (Coréen: 카발 온라인) est un jeu de rôle en ligne massivement multijoueur en 3D et gratuit, développé par ESTsoft. Différentes versions du jeu sont disponibles pour chaque continent, publiées par différentes compagnies dont OGPlanet et Asiasoft. Même si Cabal Online est gratuit, le jeu possède un magasin en ligne qui permet aux joueurs d'acheter de la monnaie virtuelle du jeu, le Cabal Cash essentiellement utilisé pour acheter des objets utiles à la progression du personnage.

## L'histoire de Cabal
Le continent de Nevareth a longtemps été une utopie pour tous les résidents de ce monde fantastique fractionné en plusieurs îles qui possèdent chacune leur climat propre ; cette utopie aurait pu durer encore bien des années, mais les temps sombres arrivent et Nevareth va connaître la guerre. Appuyées par un personnage aux demeurant mystérieux nommé ``roi de la destruction’’ des factions ennemies se forment et se livrent de sanglant combats du plus profond du désert jusque sous les arbres d’une jungle luxuriante, mais ces combats ne sont qu’une façade ;  le ‘’roi de la destruction’’ projette en effet la destruction du monde…
Alors que tout espoir semblait perdu, le monde livré aux conflits et aux attaques de monstres de plus en plus puissants et agressifs sous l’influence de l’être maléfique, un puissant être humain présumé d’être un des 7 Sages réussit à sceller l’esprit du ‘’roi de la destruction’’.
Après avoir libéré le peuple de Nevareth quasiment détruit, cet être humain disparût.
Peu de temps après, un groupe connu sous le nom des 7 Sages de Nevareth ayant chacun de grands pouvoirs, enseignèrent au peuple qui se mit à rebâtir leur monde; mais cela pouvait-il durer ?
Plus de cent ans après les derniers événements, les ‘’Cartes de l’Apocalypse’’ annoncent la résurrection du Roi qui unira le peuple sous la même bannière, ou provoquera la perte du monde. A l’heure ou les Gardiens Elus se rencontrent et s’unissent, l’influence maléfique du spectre de la destruction gagne les monstres qui deviennent plus féroce que jamais. Qu’adviendra-t-il du monde de Nevareth ? Sera-t-il finalement détruit ? Seule la venue du ‘’Guerrier Qui Guide les Etoiles’’ pourrait empêcher ces événements de se produire…

## Historique
Cabal Online est sorti en premier en Corée du Sud en octobre 2005.
Le jeu est plus tard sorti après un beta-test fermé en Europe, en juillet 2006, et en décembre 2006 il a été annoncé que le jeu et toutes ses versions devenaient gratuits. En Amérique du Nord, OGPlanet a obtenu la licence pour le jeu et commença un beta-test ouvert le 1er février 2008. Il a aussi été dit que la version complète sortirait vers la fin de février. Le 28 février 2008, le jeu est officiellement lancé en Amérique du Nord, tandis qu'un beta-test ouvert commença en Corée du Sud-Est en mars 2008. Chaque année, Cabal Online fête ses anniversaires en organisant des évènements qui offrent de nombreux services comme les happy hour qui proposent d'augmenter les points d'expériences obtenus, les points de compétences entre différentes tranches horaires. Des monstres uniques peuvent aussi faire leur apparition ou les joueurs devront collecter des objets leur permettant de revêtir des costumes ou d'acquérir des pièces d'équipements assez puissantes.

## Système de jeu
Comme plusieurs MMORPGs, le gameplay consiste à tuer des monstres, faire des quêtes et s'aventurer dans des donjons pour obtenir des points d'expérience (EXP), des points d’habilité (AP) et des "Alz", la monnaie du jeu (Alz veut dire pièces d'or). Les joueurs peuvent se mettre ensemble pour former un groupe, avec un maximum de 7 joueurs. Des points d'expérience de groupe peuvent être obtenus par les membres du groupe, basé sur leur contribution.
Le niveau maximum à l'heure actuelle est 200, depuis la mise en place de l’épisode 13.1 "Transcendence".
Les personnages sont sur des « serveurs » répartis en 24 canaux dont six sont réservés aux utilisateurs ayant payé un abonnement mensuel, trimestriel ou semestriel et un est réservé à la guerre entre nations, chacun a un nom unique (Mercury, Venus, Jupiter et Saturn pour les serveurs Europe) à une heure précise (et cela toutes les 4 heures), cinq canaux supplémentaires sont ouverts pour la guerre des nations (Ayant les plages de levels suivants : Nation War (Avec sa propre map) : Level 52-79, Level 80-109, Level 109-139, Level 140-169 et Level 170-200). Par contre, les joueurs de différents serveurs ne peuvent pas interagir entre eux, et les personnages ne peuvent pas être transférés d'un serveur à un autre. Dans chaque serveur, les joueurs peuvent créer plusieurs personnages (jusqu'à 7 par serveur par compte, la septième place devant être acquise via un item payant). Chaque serveur offre le même contenu, et est séparé en multiples canaux, les joueurs pouvant librement passer de l'un à l'autre. Depuis décembre 2011, un système de mail est disponible, avec la possibilité d'envoyer des Alz et/ou des objets.

## Monde
Le monde de Cabal Online est séparé en différentes cartes, zones de combat et donjons. Les nouveaux joueurs ont seulement accès à 3 des 12 zones, l’accès à ces zones étant débloqué au fur et à mesure que le joueur progresse dans l’aventure; pour passer d'une zone à l'autre, les joueurs ont la possibilité d'utiliser un portail de téléportation. Les différentes zones présentes dans Cabal Online comportent chacune leur environnement propre sur fond de civilisation disparue, débris de diverses machines, ruines et paysages dévastés ou la nature aura finalement repris ses droits ; l’implantation de divers artefacts comme des statues, des restes de machines encore en fonctionnement et des temples anciens laissent planer un certain mystère quant aux événements ultérieurs à la venue du nouveau joueur. Les diverses personnes guidant le joueur dans le jeu sont uniques mais présentes dans 5 zones.

### Fonction des Personnages Non Jouables
La plupart du temps, les PNJ sont présents uniquement pour donner diverses quêtes à effectuer (collecter des objets, tuer un certain nombre d’ennemis, visiter des donjons) et certains autres PNJ sont présents pour remplir une fonction commerciale ou pour proposer l’évolution des personnages moyennant finance.
- Les officiers : ce sont eux qui, via l’accomplissement de quêtes, font évoluer les personnages quand ils franchissent un palier de 10 niveaux.
- Les instructeurs : ces personnages proposent tous le même service, vendre des compétences d’attaques et des compétences qui augmentent les statistiques du joueur. Chaque classes ont leurs compétences propres à l’exception de certaines attaques magiques et physique comme le déplacement instantané.
- Les marchands d’armes : comme leur nom l’indique, ces marchands fournissent les armes de base aux joueurs, cependant, les joueurs peuvent aussi obtenir des armes upgradées en tuant des monstres ou en finissant des quêtes.
- Les marchands d’armures : possèdent les mêmes caractéristiques que les marchands d’armes à la différence que les marchands des zones de départ vendront les armures de la classe correspondante (ex : dans le Désert, les armures vendues sont du type Martial pour les Blader et les Wizzard).
- Les marchands de magie : possèdent deux fonctions : vendre des armes du type orbes et cristaux ainsi que des bijoux. Pour les joueurs qui désirent apporter à leurs objets des attributs spéciaux, ils peuvent utiliser l’option Item Core Upgrade, au moyen d’un objet appelé Force Core, et donner à l'objet en question un attribut choisi aléatoirement en fonction de leur chance.
- Les marchands de biens : vendent des potions.
- Les banquiers : permettent aux joueurs de stocker leurs objets et leur argent pour éviter qu’ils ne prennent trop de place dans leur inventaire.
- L’agent de l’hôtel des ventes : fonction récente qui permet aux joueurs de vendre leurs objets aux autres joueurs du jeu par un hôtel des ventes, les objets sont répartis selon leurs catégories, leurs puissances, leur niveau d’évolution et leur prix.
- Les gardes : servent uniquement pour les quêtes.

### Liste des cartes
| Niveau | Zone(s) débloquée(s)                       |
| ------ | ------------------------------------------ |
| 1      | Desert Scream, Bloody Ice et Green Despair |
| 50     | Port Lux                                   |
| 65     | Fort Ruina                                 |
| 80     | Undead Ground                              |
| 95     | Forgotten Ruin                             |
| 110    | Lakeside                                   |
| 125    | Mutant Forest                              |
| 140    | Pontus Ferrum                              |
| 160    | Porta Inferno                              |
| 180    | Arcane Trace                               |

### Liste des donjons
| Niveau | Donjon débloqué                                                                      |
| ------ | ------------------------------------------------------------------------------------ |
| 35     | Weak Lake In Dusk                                                                    |
| 45     | Weak Ruina Station                                                                   |
| 55     | Weak Tower Of The Dead B1F                                                           |
| 65     | Lake In Dusk                                                                         |
| 75     | Ruina Station                                                                        |
| 85     | Tower Of The Dead B1F                                                                |
| 95     | Volcanic Citadel                                                                     |
| 105    | Tower Of The Dead B2F                                                                |
| 110    | Panic Cave (Solo), Steamer Crazy (Solo), Catacomb Frost (Solo), Lava Hellfire (Solo) |
| 115    | Forgotten Temple B1F                                                                 |
| 120    | Illusion Castle Underworld                                                           |
| 125    | Forgotten Temple B2F, Forbidden Island                                               |
| 130    | Illusion Castle Radiant Hall                                                         |
| 135    | Altar Of Siena B1F, Altar Of Siena B2F                                               |
| 145    | Maquinas Outpost                                                                     |
| 155    | Hazardous Valley (Solo, Version Awakened pour 3 joueurs)                             |
| 155    | Tower Of The Dead B3F                                                                |

## Les classes
Il y a 7 classes dans Cabal Online. Quand un personnage est créé, le joueur doit décider quelle sera la classe de ce personnage.
Les personnages, selon leur classe, différent dans plusieurs aspects, notamment l'endroit où ils commencent le jeu et le type d'armes et d'armures qu'ils utilisent.

### Warrior
Chaque classe possède ses propres attributs et particularités. Le Warrior est une classe typique de mêlée à l’épée. Ils utilisent leurs forces pour augmenter leurs caractéristiques physiques. Ils possèdent le plus haut taux de force et de vie et leurs attaques sont lentes mais puissantes. Leur équipement par défaut est le Armor Set, armure métalliques constituées de différents matériaux et les épées à deux mains comme la Great Sword et le Daikatana. Ils peuvent également grâce à leurs buff, augmenter de façon significative leur force, leur niveau de point de vie mais également ceux de leurs équipiers. leur zone de départ est Bloody Ice.

### Wizard
Le Wizard est la classe par excellence en ce qui concerne le dégât magique. Ils utilisent leurs forces pour amplifier le pouvoir des éléments qui les entourent au même titre qu’un Warrior avec leur pouvoir d’attaque. Leur principal attribut est l’Intelligence ce qui permet d’augmenter leur puissance magique. Ils possèdent un grand nombre de buff non seulement pour eux mais également pour leurs coéquipiers. Certains de ces buffs sont bien connus pour augmenter les points de vie, l’attaque et la défense des joueurs. Leurs compétences d’attaques possèdent un puissant taux de dommages ce qui leur différencient des classes de mêlées. Tandis que les classes de mêlée possèdent un haut taux de dommage sur un petit groupe d’ennemis, les Wizards déploient la même puissance sur une plus large zone ce qui compense leur défense relativement basse, les attaques des Wizard se basant sur la tactique de la paralysie ou l’étourdissement de leurs ennemis. Leur équipement par défaut est le Martial Set tout comme les Bladers, mais équipent en plus deux Orbes dont l’une se transforme en bâton dans les versions récentes de Cabal. Leur zone de départ est Desert Scream.

### Blader
Le Blader est la classe de mêlée à l’épée la plus rapide du jeu appréciée pour son taux d’esquive et la rapidité de son attaque. Les Bladers utilisent la force pour augmenter leur dextérité et leur puissance ce qui leur donne plus de flexibilité qu’un Warrior. À l’inverse de ces derniers, ils ne possèdent pas de compétences pour augmenter les caractéristiques de leurs coéquipiers. Leur équipement par défaut est le Martial Set un habit léger semblable à un kimono qui favorise le taux de défense ou esquive, ils utilisent des Blades et des Katanas soit deux du même genre, soit une de chaque selon les affinités. Leur zone de départ est Desert Scream.

### Force Blader
Les Force Blader ont pour thème l’épéiste magique. Ils utilisent la force pour rendre plus puissant leur art et ont développé d’uniques Débuff qu’aucune autre classe ne peut avoir. Ils peuvent utiliser des Magic Cannon pour se battre, leurs compétences à l’épée restent les plus fortes. Leurs attaques les plus puissantes sont aussi enchantées avec des malédictions qui causent de nombreux handicaps tout en faisant des dommages à leurs cibles. Parce qu’ils augmentent les trois caractéristiques possibles, ils sont aussi flexibles qu’un Blader. Leur équipement de base est le Battle Set, une combinaison faite de différentes fibres, un Katana et une Orb. La difficulté à se battre en utilisant les débuff font de leur classe une des plus complexes à manier et sont généralement réservées aux joueurs confirmés. Leur zone de départ est Green Despair.

### Force Archer
Les Force Archer sont différents des Wizards sur le fait qu’ils préfèrent manipuler la force magique plutôt que de l’amplifier. À cause de cela, leurs pouvoirs ont une portée moindre comparée aux compétences des Wizards mais compensent par leur précision et leur taux de critique. Tout comme les Force Shielder, ils créent une arme à partir d’un cristal nommé Astral Bow. Ils possèdent également la plus longue distance d’attaque parmi les six classes du jeu, ils proposent également un large panel de buff ainsi qu’un sort de soin de haut niveau. Leurs attaques ont le temps de rechargement le plus rapide qui soit, ce qui fait de leur attaque les plus puissantes au niveau du dommage par seconde (DPS). Les Force Archer privilège l’Intelligence et la Dextérité pour la puissance magique et le taux d’esquive. Ils portent le Battle Set et deux Cristaux. Leur zone de départ est Green Despair.

### Force Shielder
Les Force Shielder sont l’une des deux classes à avoir appris comment matérialiser la Force pour leur donner forme. Ainsi, en étudiant la magie, ils ont acquis la possibilité de créer un Astral Shield, une relique qui leur apporte une grande protection. Cette classe est la classe basique du tank qui possèdent la plus grande défense du jeu et quand ils combinent cette défense à leur capacité à absorber les dommages reçus, ils deviennent quasiment invincible pendant un court moment. Les Force Shielder possèdent également une compétence de soin mais moins efficace que celle des Force Archer. La dernière compétence qu’ils peuvent apprendre est aussi la plus destructrice du point de vue du taux de dommages critiques ce qui fait d’eux de bons défenseurs mais aussi de bons attaquants. Tout comme les Force Blader, les Force Shielder sont une classe hybride. Toutefois, les Force Blader sont obligés de développer toutes leurs compétences pour être capables de débuff tandis que les Force Shielder sont capables de se spécialiser réellement dans l’une ou l’autre des classes Magiques ou Physiques. Ils portent habituellement du Armor Set, un Cristal et une Blade ou un Katana. Leur zone de départ est Bloody Ice

### Gladiateur
Les Gladiateurs sont les derniers apparus dans le monde de Cabal Online, dans l'Épisode 10 mis en place sur les serveurs européens le 24 juillet 2014. Ils utilisent de nouvelles armes: les chakrams, un dans chaque main.

### Armes et armures
Les 7 classes utilisent des armes et armures spécifiques. Les warriors utilisent des Great swords et des Daikatanas, qui sont des épées à deux-mains. Les bladers utilisent des Blades et des Katana, et ils peuvent en équiper deux au total (2 Blades ou 2 Katanas OU 1 Blade/1 Katana). Les force archers utilisent les cristaux et les wizards les orbes qui deviennent des Staff (Bâton) grâce au pouvoir Astral Weapon (Arme Astrale). Les force archers utilisent aussi un cristal qui devient un Arc grâce à lAstral Weapon. Un force blader peut utiliser un Katana et un cristal. Le force shielder peut équiper une blade ou un 'Katana et un cristal qui devient un bouclier quand l' Astral Weapon est activé. Le gladiateur est équipé de deux chakrams. À noter que les couleurs du Bâton des Wizzards de l'Arc des ForceArcher et du bouclier des ForceShielder s'adapte en fonction du type de cristal/orbe équipé.
Il y a trois types d'armures : le set Armorsuit, le set Battlesuit et le set Martialsuit. Le set Armorsuit est utilisé par les warriors et les force shielders, le set Battlesuit est utilisé par les force bladers et les force archers, tandis que le set Martialsuit est utilisé par les bladers et les wizards.
Les accessoires comme les bagues, les amulettes, les bracelets et les boucles d'oreilles peuvent être utilisés par toutes les classes et donnent habituellement des bonus aux statistiques. Mais certains objets ne sont accessibles qu'à un certain niveau et une certaine classe d'honneur.
| Armor "Force Shielder et Warrior" |
| --- |
| Training - Basic - Reinforced - Iron - Shadowsteel - Bluestin - Titanium - Shadowtitanium - Osmium - ShineGuard - SIGmetal - Drei Frame - Mithril - Archridium |
| Martial "Blader et Wizzard" |
| Training - Basic - Reinforced - Silk - Aramid - Bluestin - Titanium - Shadowtitanium - Osmium - Mystic - SIGmetal - Drei Frame - Mithril - Archridium          |
| Battle "ForceArcher et Force blader" |
| Training - Basic - Reinforced - Silk - Aramid - Bluestin - Titanium - Shadowtitanium - Osmium - Terragrace - SIGmetal - Drei Frame - Mithril - Archridium      |
| Blade/Katana/GreatSword/Daikatana |
| Training - Basic - Iron - Damascus - Shadowsteel - Bluestin - Titanium - Shadowtitanium - Osmium - Redosmium - SIGmetal - Lycanus - Mithril - Archridium       |
| Orb et Crystal |
| Training - Crude - Red - CoralEye - Citrine - Bluestin - Pherystin - Aqua - Lapis - Topaz - SIGmetal - Lycanus - Mithril - Archridium                          |

## Habiletés spéciales
Des habiletés spéciales peuvent être débloquées à certains moments-clés de la croissance du personnage. Elles peuvent être accessibles en complétant certaines quêtes ou par palier de 10 niveaux. Ces habiletés spéciales sont uniques pour chaque classe de guerrier correspondant et sont les plus souvent utilisées lors des combats ou donjon difficiles. Elles permettent par exemple au joueur de monter sur une moto flottant dans les airs ou une sorte de planche de skate-board équipé d’un réacteur, d'utiliser des combos, des auras ou des modes de bataille, cependant, l'utilisation de ces modes requiert une jauge entière de 5000 points de compétences, il y a la possibilité d'utiliser ces compétences jusqu'à ce que la jauge soit vide, pour regagner ces points de compétences, la classe Wizzard peut utiliser une de ses compétences pour faire regagner plus vite ces point, sinon le meilleur moyen reste de danser sur le jeu en tapant dans la barre de saisie texte /dance et /dance2. À partir du niveau 50, le joueur peut choisir entre différents transmutteurs pour fabriquer lui-même armes, armures, objets. Le joueur pourra aussi fabriquer divers objets de fabrication basique qui requiert une carte-formule pour, par exemple, fabriquer des potions plus efficaces à partir de potions moins efficace. Le matériel est obtenu en chassant des monstres ou en cassant des objets via le transmutteur pour récupérer le matériel de base contenu dans l'objet.

## Joueur contre Joueur (JcJ)
Il y a plusieurs formes de Joueur contre Joueur dans Cabal Online :
- Le duel, quand deux joueurs acceptent de se battre.
- Guilde versus Guilde, quand un groupe de joueurs accepte de se battre contre un autre groupe de joueurs.
- Player Kill (PK), quand un joueur en attaque un autre sans avertissement. Dépendant de l'endroit et du canal, faire du PK peut être interdit, non-recommandé, ou encouragé.
  - Les canaux amis ne permettent pas le PK.
  - Les canaux normaux permettent le PK, mais avec une punition qui augmente à chaque PK réussi. Au fur et à mesure que le joueur PK tue d'autres joueurs, un titre lui revient et il perd des points d'honneur. Si le joueur PK tue trop de joueurs, son pseudonyme devient noir et il est envoyé en prison, il y restera le temps de purger sa peine, cependant, une méthode existe pour quand même réussir à sortir de prison mais elle est gardée secrète.
  - Le canal de guerre encourage le PK des joueurs ennemis, en récompensant le gagnant.
- Guerre de la nation, qui est un événement organisé où les joueurs forment des équipes et combattent dans de grosses batailles. Les deux équipes gagnent un prix pour la participation, mais l'équipe gagnante en reçoit plus.

## Système de guerre (Nation War)
Après la dissolution de la Tour Des Sages, Nevareth est scindée en deux nations qui veulent répandre leur savoir et leur pouvoir, la nation Capella et la nation Procyon, toutes deux conduits par leur idées et leur désir.
À des heures bien définies, des channels spécialement créés pour les guerres entre ces deux nations sont ouverts : Tierra Gloriosa.
La carte est un gigantesque champ de bataille où les deux nations s'affrontent dans une sorte de mode "capture de territoire" où les points de vie de l'avatar ont été multipliés par 5, par 8 pour la tranche 170-200.
Pour être différenciés, chacune des nations porte un costume aux couleurs différentes, mauve pour les Capella, bleu foncé pour les Procyon et le nom des ennemis s'affichent en rouge de façon cryptée, sauf pour les guardians et le bringer (7 guardians, meilleur de chaque classe, et 1 bringer, meilleur joueur de la nation soit 8 avatars de chaque côté).

### Points à contrôler
En tout sur la carte, il y a 15 points à contrôler le plus vite possible y compris la base ennemie, pour qu'une nation contrôle un point, il suffit de tuer le Legacy Guardian présent sur le point et de capturer le drapeau, le point qui était alors vert devient soit bleu pour les Capella, soit rouge pour les Procyon mais attention, les équipes ennemies tenteront par tous les moyens de le récupérer. Une guerre dure habituellement 1h mais elle peut se finir avant si une équipe finit par contrôler tous les points d'une même carte. Pour aider leurs amis ou handicaper leurs ennemis, les joueurs ont la possibilité de créer des Force Tower possédant de multiples caractéristiques comme l'attaque, la défense, la baisse d'attaque, la baisse de défense, point de résurrection et point de téléportation. Le vainqueur reçoit un bonus en Alz, un Core Cube qui contient un objet utile pour augmenter les caractéristiques des équipements et des Points War qui pourront être échangés par la suite contre de l'EXP, du Skill EXP ou des points d'honneurs. Tous les samedis, la guerre de 20h00 GMT+1 détermine quelle nation aura le droit à un bonus valable hors guerre pour tous les membres de la nation victorieuse, ces bonus sont, 10 % de points d'EXP, de Skill EXP et de chance de faire tomber des objets sur les monstres et pour les joueurs bénéficiant d'un ticket payant, de points de téléportation supplémentaires (habituellement près des donjons).

Carte de la guerre des Nations

## Monstres uniques
Des monstres uniques existent dans Cabal Online, recherchés par tous les joueurs pour les objets qu'ils peuvent laisser tomber, ces monstres n'apparaissent qu'au bout d'un certain laps de temps mais sur les différents channels. Ces monstres uniques sont bien plus puissants que les monstres habituels ; pour les abattre, les joueurs auront besoin de l'aide de leur guilde ou de s'allier. Les monstres uniques sont les suivants :
| Lakeside                                                                  |
| ------------------------------------------------------------------------- |
| Berderk Faello                                                            |
| Forgotten Ruin                                                            |
| Distichous Mongrel - Virulent Cauda - Ancient Cockatrice - Monakus Karion |
| Pontus Ferrum                                                             |
| Magnus Penna - Quadra - Gravis Rota - Lautus Pluma                        |
| Porta Inferno                                                             |
| Manticore - Dark Kimzark - Keshapone Minisha                              |

## Critiques
Les critiques sont partagées à propos de Cabal Online. En décembre 2006, PC Gamer UK lui a donné un score de 6.4/10, commentant que le jeu était « mindblowingly generic ». Le magazine a aussi critiqué Cabal Online car il partage plusieurs ressemblances avec les autres MMORPGs Coréen. Cependant, malgré la mauvaise critique, le jeu a été sélectionné dans le top 9 des MMOs gratuits dans l'édition de juin du même magazine,.
Le site mmosite présente pour 2010 une note de 8.3/10 pour 300 votes (8,3 pour la communauté, 8,3 pour le gameplay, 8,3 pour l'originalité et 8,4 pour les graphismes).